# Guillermo Cabrera Infante
Guillermo Cabrera Infante (ur. 22 kwietnia 1929 w Gibara na Kubie, zm. 21 lutego 2005 w Londynie) – kubański pisarz, eseista, scenarzysta, tłumacz i krytyk filmowy. Postać symboliczna kubańskiej opozycji intelektualnej wobec reżimu Fidela Castro.

## Życiorys

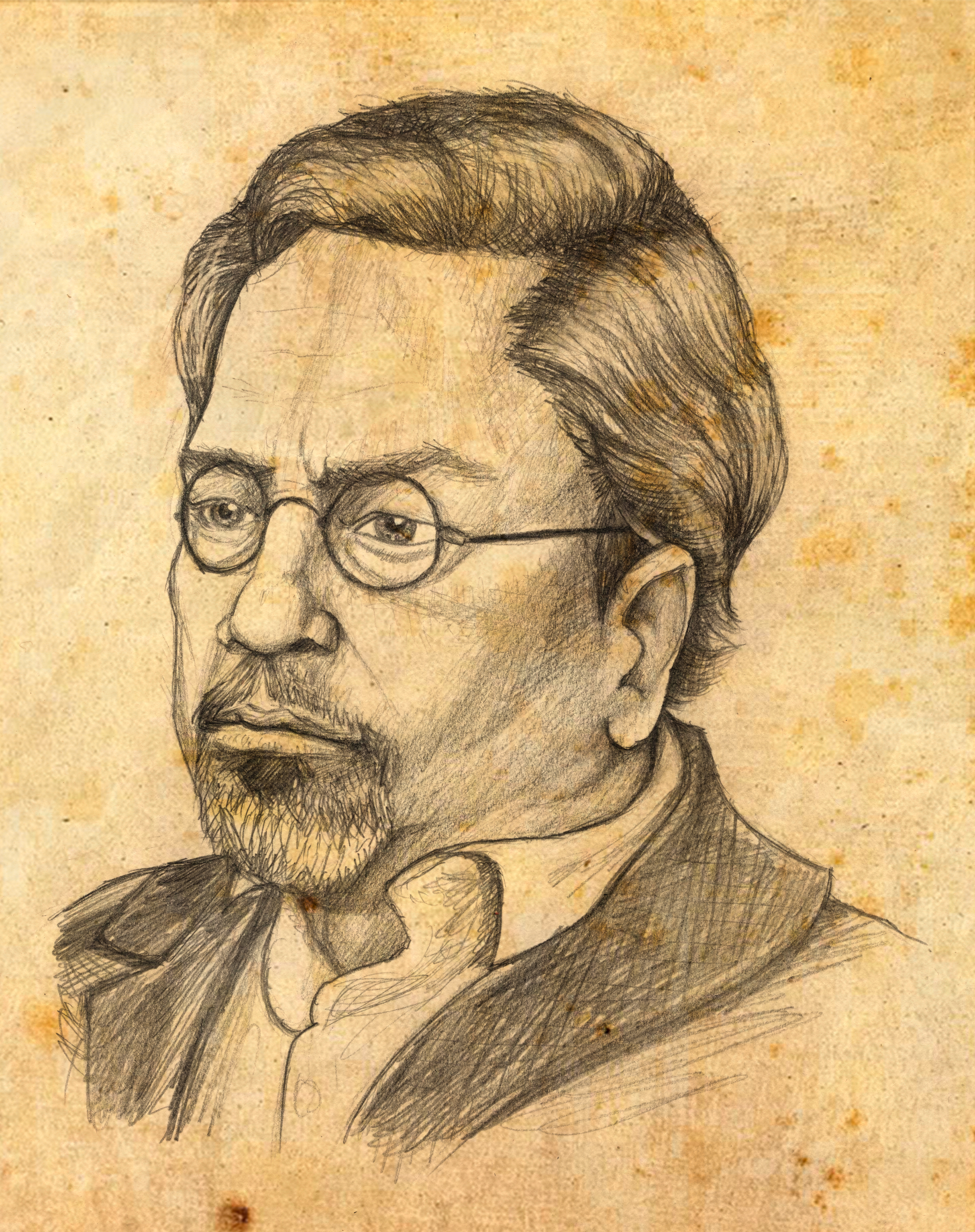

Urodzony w ówczesnej prowincji Oriente syn lewicowego dziennikarza i organizatora partii komunistycznej w Gibara. Aresztowany wraz z rodzicami, już jako 7-latek spędził kilka miesięcy w więzieniu. W 1941 rodzina przeniosła się do Hawany, gdzie najpierw podjął studia medyczne, a w 1950 zaczął studiować dziennikarstwo na miejscowym uniwersytecie. W następnym roku założył Cinemateca de Cuba – pierwszą na wyspie instytucję propagującą kino. Debiutował w 1947 jako 18-latek w czasopismach „Bohemia” i „Carteles”, gdzie też w latach 1954-1960 publikował recenzje filmowe pod pseudonimem G. Caín. W 1952 r. za działalność publicystyczną karany przez reżim Fulgencio Batisty grzywną i więzieniem. Jako zdecydowany zwolennik Fidela Castro miał współudział w założeniu nielegalnej gazety „Revolución” (późniejsza „Granma”).
Po zwycięstwie rewolucji kubańskiej został powołany (1959) na dyrektora Narodowej Rady Kultury i szefa Instituto del Cine. Był także redaktorem naczelnym „Lunes”, literackiego dodatku do „Revolución” (zaprzestano go wydawać w 1961 na polecenie Fidela Castro). Wypadł z łask reżimu wskutek rosnącego krytycyzmu wobec działań nowej władzy i jako odpowiedzialny za nieaprobowaną twórczość brata. Dla uniknięcia politycznego rozgłosu został wysłany na placówkę dyplomatyczną do Europy, gdzie w latach 1962-1965 pełnił funkcję attaché kulturalnego w kubańskiej ambasadzie w Brukseli. W 1965, po śmierci matki, zdecydował się ostatecznie na emigrację – najpierw zamieszkał w Madrycie, by następnie na stałe osiąść w Londynie. W 1979 uzyskał obywatelstwo brytyjskie. Zmarł w Anglii po 40 latach wygnania.
Cabrera Infante był dwukrotnie żonaty: z Martą Calvo (1953-58) i z Miriam Gómez (od 1961). Miał dwie córki z pierwszego małżeństwa (zamieszkałe z nim w Anglii).

## Opozycjonista
Na emigracji Cabrera Infante był nieprzejednanym wrogiem Fidela Castro i jego reżimu; ojczystą Kubę opisywał jako „gigantyczne więzienie”. W swoich tekstach obnażał absurdy i zbrodnie komunistycznego systemu, apelował o zwolnienie więźniów politycznych (m.in. Gustavo Arcosa, byłego ambasadora w Belgii – w czasie, gdy na placówce dyplomatycznej w tym kraju przebywał i pisarz) oraz upominał się o innych uwięzionych, np. homoseksualistów. W 1993 otrzymał tytuł doktora honoris causa Florida International University w Miami, jednakże zwrócił go (2000) w ostrym proteście przeciwko udziałowi licznej delegacji kubańskiej na konferencji uniwersyteckiej.

## Twórca
Ulegając początkowo wpływowi  XX-wiecznej literatury amerykańskiej (Hemingway, Faulkner, Steinbeck, Caldwell), z czasem osiągnął w swych utworach pełną odrębność i oryginalność literacką. „Wpływ Hemingwaya, wyczuwalny zwłaszcza w pierwszych utworach Cabrery, nie przyćmiewa bynajmniej ich głębokiej oryginalności. Cabrera Infante pisze z precyzją, wzorując się na technice filmowej, która polega na przedstawianiu faktów, a nie na ich opisywaniu. Poszukując emocji poprzez rytm narracji – wprowadza czytelnika w stan uczuciowy, który był jego zamierzeniem”. Pisarz nigdy nie czuł przynależności do latynoamerykańskiej fali literackiej tamtego okresu (jak Gabriel García Márquez, Carlos Fuentes, Juan Rulfo i in.) i odżegnywał się od niej. Nie wyrzekając się natomiast związków z kinematografią, był m.in. współscenarzystą głośnego filmu Richarda Sarafiana Znikający punkt (1971). Zasiadał również w jury konkursu głównego na 47. MFF w Cannes (1994).
W Polsce opublikowano zbiór jego wczesnych opowiadań (z lat 1950-1960) pt. Odpływająca fala (Así en la paz como en la guerra, 1960) oraz tom publicystyki polityczno-kulturalnej zatytułowany Mea Cuba. Już w obecnym stuleciu opublikowano również dwa mniejsze utwory: Moja wina, bo tańczyłem cza-czę i Ona śpiewała bolera. Najwybitniejsze dzieło Kubańczyka to Trzy pstre tygrysy (Tres tristes tigres) – monumentalna powieść napisana nowatorskim językiem i pełna aluzji do innych utworów literackich, porównywana z Ulissesem Jamesa Joyce’a. Zapewniła ona pisarzowi miejsce wśród najwybitniejszych twórców hiszpańskojęzycznych.
Był laureatem Nagrody Cervantesa z r. 1997 wręczonej mu przez króla Juana Carlosa.
Jego imię nosi biblioteka Instytutu Cervantesa w Warszawie, uroczyście otwarta w nowej siedzibie Instytutu 7 maja 2008 roku przez hiszpańskiego następcę tronu z małżonką.